# 坎托拉
坎托拉（Khantora），是印度西孟加拉邦Haora县的一个城镇。总人口5773（2001年）。

## 人口
该地2001年总人口5773人，其中男性2893人，女性2880人；0—6岁人口523人，其中男258人，女265人；识字率77.01%，其中男性为81.89%，女性为72.12%。